# Marcelo D2
Marcelo D2 (ur. Marcelo Maldonado Gomes Peixoto, 5 listopada 1967 w Rio de Janeiro) – brazylijski raper. Były wokalista grupy muzycznej Planet Hemp. Jego solowa kariera rozpoczęła się w 1998 wraz z albumem Eu Tiro É Onda.

## Dyskografia
- 1998 – Eu Tiro É Onda
- 2003 – À Procura da Batida Perfeita
- 2004 – Acústico MTV
- 2006 – Meu Samba É Assim
- 2008 – Arte Do Barulho
- 2010 – Canta Bezerra da Silva
- 2013 – Nada Pode Me Parar